# Ginásio Milton Olaio Filho
O Ginásio de Esportes Milton Olaio Filho, mais conhecido como Milton Olaio, é um ginásio poliesportivo localizado em São Carlos, no Estado de São Paulo.

## História
Em 2001, foi criada pelo prefeito Newton Lima Neto a Associação Amigos do Ginásio Milton Olaio Filho que, em parceria com o Banco do Brasil, buscou na iniciativa privada recursos para o término do centro esportivo que ficou com suas obras paradas por mais de 17 anos. Com a venda de cadeiras cativas, recursos da prefeitura e de uma emenda parlamentar do deputado federal Jamil Murad, em maio de 2004 o Milton Olaio Filho foi inaugurado com a presença do então ministro dos esportes Agnelo Queiroz.
Além de eventos esportivos como palco de partidas nacionais e internacionais de basquete, voleibol, futsal e handebol, o ginásio também recebe diversos espetáculos, como shows de Roberto Carlos, Maria Rita, entre outros.
É o maior ginásio do interior de São Paulo, e foi construído em uma área de 10,5 mil m². O nome do ginásio é uma homenagem ao ex-jogador da seleção brasileira de basquete, o atleta são-carlense Milton Olaio Filho.

### Localização - Região Sul/Sudeste
- Endereço: Rua Ernesto Gonçalves Rosa Júnior, s/nº (Jardim São Paulo) – São Carlos–SP
- Telefone: (16) 3372-1235
- Dias Úteis: das 8h às 18h
- Estacionamento: Grátis

## Eventos

### Musicais e outros
- Jair Rodrigues
- Duplas Sertanejas
- 2013 - Show de Roberto Carlos

### Esportivos
- Em julho de 2005 - Copa Internacional Banco do Brasil de Vôlei Juvenil Masculino[3]
- Em julho de 2005 - Sediou a 49ª edição Jogos Regionais (Handebol) (Zuzão)[4]
- Em 2005 - Sediou o Torneio Início do Campeonato Paulista da Divisão Especial Série A-1 Masculino[5]
- Em 2005, 2009 e 2010 - 5ª Copa EPTV São Carlos de Basquete[6]
- Em 2005 - Sediou a 49ª edição dos Jogos Regionais da 3ª Região de 2005 da 3ª Região Esportiva do Estado de São Paulo, com a participação de 51 cidades e centenas de atletas.
- Em 2006 - Taça EPTV de Futsal- Central[7]
- Em 2010 - Sediou o grupo A do Grand Prix e recebeu as seleções femininas de vôlei do Brasil, Itália, Japão e China Taipei, sendo essa 3ª vez que o Brasil sediou o torneio.[8][9]
- Em 2011 - Recebeu o Desafio Internacional de Futsal, com a Seleção Brasileira de Futsal e Seleção Uruguaia de Futsal.[10]
- De 25 a 29 junho de 2012 - Torneio Eletrobras de Basquete[11][12]
- Em julho de 2013 - Sediou a 57ª edição dos Jogos Regionais da 3ª Região de 2013 da 3ª Região Esportiva do Estado de São Paulo[13]
- Em 2013, sediou a 8ª Copa Estadual Wada de Karatê, com a presença de 250 atletas.[14]
- Em 2016 - Foi usado como local de treinamento pré-jogos de seleções.[15]
- Em 24 de junho de 2018 - Final da Copa SMEL de Handebol[16]
- Em 21 de julho de 2018 - 17º Campeonato Brasileiro de Supino (Zuzão)[17]
- Em julho de 2018 - Sediou a 62ª edição dos Jogos Regionais da 3ª Região de 2018 da 3ª Região Esportiva do Estado de São Paulo
- Em 4 de agosto de 2018 - Campeonato Paulista e Copa São Carlos de Judô[18]
- Em agosto de 2018 - Finais do Campeonato Paulista de Judô[19]
- Em setembro de 2018 - Etapa final da Copa São Paulo de Taekwondo[20]
- Em outubro de 2018 - Final do Jiu-Jitsu reúne atletas de todo o estado[21]
- Em novembro de 2018 - 82ª Jogos Abertos do Interior de São Paulo de 2018
- Em 9 e 10 de junho de 2019 - realizou a etapa final do Campeonato Paulista de Judô.[22]